# 马来西亚航空684号班机事故
马来西亚航空684号班机是一架由新加坡樟宜机场飞往马来西亚吉隆坡梳邦国际机场的国际航班。1983年12月18日，执行飞行任务的空中客车A300在马来西亚吉隆坡梳邦国际机场坠毁，所幸当时机长即时反应，机上247名乘客和机组人员全数平安。

## 事故经过
684号班机于18时53分从新加坡樟宜机场起飞，飞往吉隆坡梳邦国际机场。接近吉隆坡时，因为天气恶劣，飞机被准许使用仪表着陆系统（ILS）接近15号跑道。19时20分，15号跑道的跑道视程（RVR）因为大雨降到450米。虽然低于公司要求的800米最小视程，但机长决定继续进近，希望能看到跑道，在进入大雨之前从副驾驶手中接管了飞机。 在打开刮雨器之后，无线电测高仪开始报警。不到30秒之后，飞机接触到了距离跑道2千米的树，并且右侧的主起落架碰撞到了地面并持续了滑行了436米。飞机在撞到河堤之前升空了36米，并持续滑行了109米，停在了距离跑道1200米的地方。起落架和两具引擎脱离，并发生起火。
乘客和机组人员在大火烧毁飞机之前疏散，所有的247名乘员全数生还。

## 事故调查
事故的原因归因于驾驶员在进场过程中没有遵循仪表气象条件（IMC），没有持续监视飞机的下降速率，并在低于公司最小视程且没有目视跑道的情况下继续进行进场，从而导致可控飞行撞地（CFIT）